# 막심 카눈니코프
막심 세르게예비치 카눈니코프(러시아어: Максим Сергеевич Каннуников, 1991년 7월 14일, 러시아 SFSR 니즈니타길 ~ )는 러시아의 축구 선수이다. 포지션은 공격수이다.

## 경력
카눈니코프는 2009년에 제니트 U-21팀에 입단하였고 1군팀과 짧은 훈련을 마친 후에, 1군 벤치에 앉았다. 그는 마침내 2009년 8월 23일, 로코모티프 모스크바를 상대로 경기 종료 직전에 후보선수로 출전하며 러시아 프리미어 리그 데뷔전을 치렀다. 2010년 5월 1일, 카눈니코프는 암카르 페름을 상대로 러시아 프리미어 리그 데뷔골을 넣었다.
2011년 1월 17일, 카눈니코프는 톰 톰스크로 2011-12 시즌간 임대되었다.

## 수상 경력
제니트
- 러시아 컵 (1): 2010